# Correzzana
Correzzana es un municipio italiano situado en la provincia de Monza y Brianza, en Lombardía. Tiene una población estimada, a fines de octubre de 2023, de 3190 habitantes.

## Evolución demográfica
| Gráfica de evolución demográfica de Correzzana entre 1861 y 2023 |
|                                                                  |
| Fuente: ISTAT - Elaboración gráfica de Wikipedia                 |